# Eleição municipal de Cambé em 2016
A eleição municipal de Cambé em 2016 foi realizada para eleger um prefeito, um vice-prefeito e 10 vereadores no município de Cambé, no estado brasileiro do Paraná. Foram eleitos) e  para os cargos de prefeito(a) e vice-prefeito(a), respectivamente.Seguindo a Constituição, os candidatos são eleitos para um mandato de quatro anos a se iniciar em 1º de janeiro de 2017. A decisão para os cargos da administração municipal, segundo o Tribunal Superior Eleitoral, contou com 63 401 eleitores aptos e 5 901 abstenções, de forma que 9.31% do eleitorado não compareceu às urnas naquele turno.

## Antecedentes
Na eleição municipal de 2012, João Pavinato, do PSDB, derrotou o concorrente do PSC Armando Jairo da Silva Martins, também conhecido como Dr. Martins. Essa eleição foi marcada por uma diferença consideravelmente pequena de votos: o qual o primeiro, com 54,3% dos votos válidos, ultrapassou Dr. Martins, que contava com 45,7%. O outro candidato, Arnaldo Mello do PCdoB, não recebeu nenhum voto.

## Campanha
Em 2016, João Pavinato não tentou sua reeleição para prefeito, dando espaço para José do Carmo Garcia, do PTB. A campanha desse ano foi marcada por algumas diferenças em relação à de 2012: pela primeira vez Cambé contou com propagandas políticas gratuitas na televisão aberta, além do horário político nas rádios. Também foi criado o projeto "Cidade Limpa nas Eleições", que veio criticar os candidatos que distribuem "santinhos" na época eleitoral. Além disso, a campanha denunciava a compra de votos e a propaganda eleitoral irregular nos últimos dias de competição.
A campanha de 2016 para prefeito também contou com debates dos candidatos na TV Tarobá Londrina, tendo como participantes Benê Filho do PSD, Junior Felix do PSDB e José do Carmo do PTB.

## Resultados

### Eleição municipal de Cambé em 2016 para Prefeito
A eleição para prefeito contou com 3 candidatos em 2016: Luis Antônio Félix Junior do Partido da Social Democracia Brasileira, Benedito Gomes da Silva Filho do Partido Social Democrático (2011), Jose do Carmo Garcia do Partido Trabalhista Brasileiro que obtiveram, respectivamente, 13 421, 8 682, 26 761 votos. O Tribunal Superior Eleitoral também contabilizou 9.31% de abstenções nesse turno
| Candidato(a)                        | Vice                           | Coligação         | Votos recebidos | Percentual |
| ----------------------------------- | ------------------------------ | ----------------- | --------------- | ---------- |
| Jose do Carmo Garcia (PTB)          | Conrado Angelo Scheller        | Vamos Juntos      | 26761           | 54.77%     |
| Luis Antônio Félix Junior (PSDB)    | Romulo Sergio Yanke dos Santos | A Vitoria do Povo | 13421           | 27.47%     |
| Benedito Gomes da Silva Filho (PSD) | Amauri Bisterso                | Juntos para Mudar | 8682            | 17.77%     |

### Eleição municipal de Cambé em 2016 para Vereador
Na decisão para o cargo de vereador na eleição municipal de 2016, foram eleitos 10 vereadores com um total de 49 992 votos válidos. O Tribunal Superior Eleitoral contabilizou 3 495 votos em branco e 4 013 votos nulos. De um total de 63 401 eleitores aptos, 5 901 (9.31%) não compareceram às urnas.
| Nome                            | Partido político                               | Coligação                                               | Votos recebidos | Percentual |
| ------------------------------- | ---------------------------------------------- | ------------------------------------------------------- | --------------- | ---------- |
| José Carlos Camargo             | Partido Socialista Brasileiro (PSB)            | Partido Socialista Brasileiro (sem coligação)           | 1817            | 3.63%      |
| José Guilherme Trombetti Manoel | Partido Trabalhista Brasileiro (PTB)           | Partido Trabalhista Brasileiro (sem coligação)          | 1571            | 3.14%      |
| Alzira Guedes de Oliveira       | Democratas (DEM)                               | Democratas (sem coligação)                              | 1372            | 2.74%      |
| Paulo Soares Nora               | Partido Trabalhista Brasileiro (PTB)           | Partido Trabalhista Brasileiro (sem coligação)          | 1260            | 2.52%      |
| Fátima Regina Serpeloni Hauly   | Partido da Social Democracia Brasileira (PSDB) | Partido da Social Democracia Brasileira (sem coligação) | 1236            | 2.47%      |
| Nilson Ribeiro Santos           | Partido Progressista (PP)                      | Partido Progressista (sem coligação)                    | 1219            | 2.44%      |
| Leonildo Aparecido Juliao       | Partido Trabalhista Brasileiro (PTB)           | Partido Trabalhista Brasileiro (sem coligação)          | 1098            | 2.2%       |
| Fabio Fernandes                 | Partido da Social Democracia Brasileira (PSDB) | Partido da Social Democracia Brasileira (sem coligação) | 1085            | 2.17%      |
| Carlos Alberto Abudi            | Democratas (DEM)                               | Democratas (sem coligação)                              | 996             | 1.99%      |
| Jose Luis Dalto                 | Partido Popular Socialista (PPS)               | Unidos Venceremos                                       | 776             | 1.55%      |

## Análise
As eleições de 2016 em Cambé, no Paraná, ocorreram de forma tranquila, de acordo com a Folha de Londrina. Não houve problemas com a urna e houve voto com biometria cadastrada. Entretanto, ambas coligações dos candidatos mais populares, a Vamos Juntos de José do Carmo e A Vitória do Povo de Rômulo dos Santos, foram protocoladas pelo derramamento de "santinhos" pela cidade, indo contra a campanha Cidade Limpa nas Eleições.
A vitória de Zé do Carmo, como é conhecido pela cidade, causou grande alvoroço e euforia, marcando sua conquista com buzinaços e fogos de artifício. O candidato já tinha sido eleito quatro vezes até 2004, tem como vice Conrado Ângelo Scheller.